# Robrecht Boudens
Robrecht Boudens (Brugge, 11 mei 1920 - Bertem, 13 april 2003) was een Belgisch rooms-katholiek priester en historicus.

## Levensloop
Telg van een bekende Brugse familie, volbracht hij zijn middelbare studies aan het Sint-Lodewijkscollege (retorica 1940) en trad in bij de Congregatie van  de Missionaire Oblaten van de Onbevlekte Maagd Maria. Hij ging in Rome studeren en promoveerde er tot doctor in de kerkgeschiedenis.
Hij begon toen aan een lange carrière, niet van missionaris in missiegebieden, maar van docent bij eigen medebroeders en aan de Katholieke Universiteit Leuven. Dit gaf aanleiding tot publicatie van boeken en artikels, enerzijds met een religieus onderwerp, anderzijds met bepaalde punten van kerkgeschiedenis.
Hij heeft heel wat gepubliceerd over de houding van het Vaticaan en van het Belgisch episcopaat tegenover de Vlaamse Beweging.

## Publicaties
- Mgr. Ch.-J.-E. de Mazenod (évêque de Marseille 1837-1861) et la politique, Lyon, 1951.
- Wouter Vlamynck. Een avontuur uit het leven van de Chirojeugd, 1955.
- The Catholic Church in Ceylon under Dutch rule, 1957.
- De Kerk was zijn leven. Levensverhaal van Eugène de Mazenod, stichter van de paters oblaten, 1959 (ook in het Frans en het Duits).
- Het spel van God en mens, 1967.
- Naar wie zouden wij gaan?, 1969.
- Leest de Kerk de tekenen van de tijd? Over mensen die een boodschap hadden voor hun generatie, 1969.
- Gods kronkelpaden, 1970.
- Onze woorden kunnen u niet grijpen, 1973.
- Kardinaal Mercier en de Vlaamse Beweging, 1974.
- Die vreugde zal niemand je ontnemen, 1977.
- Catholic missionaries in a British colony : successes and failures in Ceylon 1796-1893, 1979.
- Naar een nieuw anti-)modernisme?, in: Streven, 1980.
- Hoe machtig is de Romeinse Curie?, in: Streven, 1981.
- Paus Wojtyla en de jezuïeter, in: Streven, 1982.
- Kardinaal Van Roey in de bezettingsjaren, in: Streven, 1983.
- De terugkeer van Pius IX, in: Streven, 1986.
- Momentopnamen uit de geschiedenis van de katholieke kerk, 1987.
- Rond Damiaan, 1989.
- Vriendelijk licht. De profetische visie van J.H. Newman, 1989.
- Een Vaticaanse visie op kardinaal Mercier in de jaren  1917-1918, 1991.
- Het Vaticaan en de Vlaamse Beweging in de jaren 1919-1921, 1991.
- De Kerk in Vlaanderen, momentopnamen, Averbode, 1994.
- Een rapport van hoofdaalmoezenier J. Marinis aan kardinaal Mercier over de Vlaamse Beweging aan het front tijdens de Eerste Wereldoorlog, in: Wetenschappelijke Tijdingen, 1995.
- Twee kardinalen: John Henry Newman, Desire Joseph Mercier, Leuven, 1995 (ook in het Engels).